# قانون البغاء

Decriminalization – لا عقوبات جنائية على البغاء
Legalization – البغاء قانوني ومنظم
Abolitionism – البغاء قانوني ولكن ليس منظم ، اما الأنشطة المنظمة مثل بيوت الدعارة والقوادة غير قانونية
Neo-abolitionism – غير قانونية باستثناء الاعمال الفردية
Prohibitionism – البغاء غير قانوني بالمطلق ويعاقب عليه القانون
تختلف الشرعية باختلاف القوانين المحلية

قانون البغاء هو مجموعة من القوانين التي توضع بهدف تحديد موقف الحكومات من أو تجاه البغاء أو الدعارة، وقد يكون غير موجود بالاصل، أو يتعارض مع قيم المجتمع وعاداته أو حتى يخالف نصوص دينية.
ويختلف قانون البغاء اختلافا كبيرا من بلد إلى آخر، وحتى بين السلطات القضائية داخل البلد. من جهة، يعتبر البغاء أو العمل الجنسي قانونيًا في بعض الأماكن ويعتبر مهنة، بينما يعد جريمة يعاقب عليها بالإعدام أو السجن في بعض الأماكن الأخرى.
في العديد من الولايات القضائية والاقاليم والدول، يعد البغاء - التبادل التجاري لممارسة الجنس مقابل المال أو السلع أو الخدمات أو بعض المزايا الأخرى المتفق عليها من قبل الأطراف المتعاملة - غير قانوني، في حين أنه في دول أخرى قانوني، ولكن الأنشطة المحيطة، مثل التماس في مكان عام وتشغيل بيت للدعارة والقوادة قد يكون غير قانوني.
في العديد من الولايات القضائية حيث البغاء قانوني، يتم تنظيمه؛ وفي غيرها غير خاضعة للتنظيم. عندما يُجرم تبادل الجنس مقابل المال، قد يكون العامل في مجال الجنس أو العميل أو كليهما عرضة للمقاضاة.
تم إدانة الدعارة باعتبارها شكلا من أشكال انتهاك حقوق الإنسان، والاعتداء على كرامة الإنسان وقيمته. تجادل مدارس فكرية أخرى بأن العمل الجنسي هو مهنة مشروعة، حيث يتاجر الشخص بالأفعال الجنسية أو يتبادلها مقابل المال و / أو السلع.
يعتقد البعض أن النساء في البلدان النامية معرضات بشكل خاص للاستغلال الجنسي والاتجار بالبشر، في حين يميز البعض الآخر هذه الممارسة عن صناعة الجنس، أي "يتم عمل الجنس عن طريق موافقة البالغين، حيث لا يكون فعل بيع أو شراء الخدمات الجنسية انتهاك لحقوق الإنسان.